# Eric Greitens
Eric Robert Greitens, né le 10 avril 1974 à Saint-Louis (Missouri), est un militaire et homme politique américain. 
Membre du Parti républicain, il est gouverneur du Missouri de 2017 à 2018.

## Biographie
Greitens grandit dans le comté de Saint-Louis. Il étudie à l'université Duke puis obtient une bourse Rhodes pour étudier à Oxford où il décroche un master et un doctorat sur les associations humanitaires. Durant ses études, il fait de l'humanitaire en Bolivie, Croatie, Inde et Rwanda.
En 2001, il s'engage dans la Navy, où il fait partie des SEALs. Sous la présidence de George W. Bush, il rejoint le programme White House Fellows au département du Logement et du Développement urbain. Il fonde par la suite l'association d'aide aux vétérans The Mission Continues et écrit plusieurs livres dont ses mémoires The Heart and the Fist, qui devient un best-seller.
En 2013, il figure dans la liste des cent personnes les plus influentes dans le monde du Time. L'année suivante, Fortune le classe parmi les 50 plus grands leaders mondiaux.

### Carrière politique

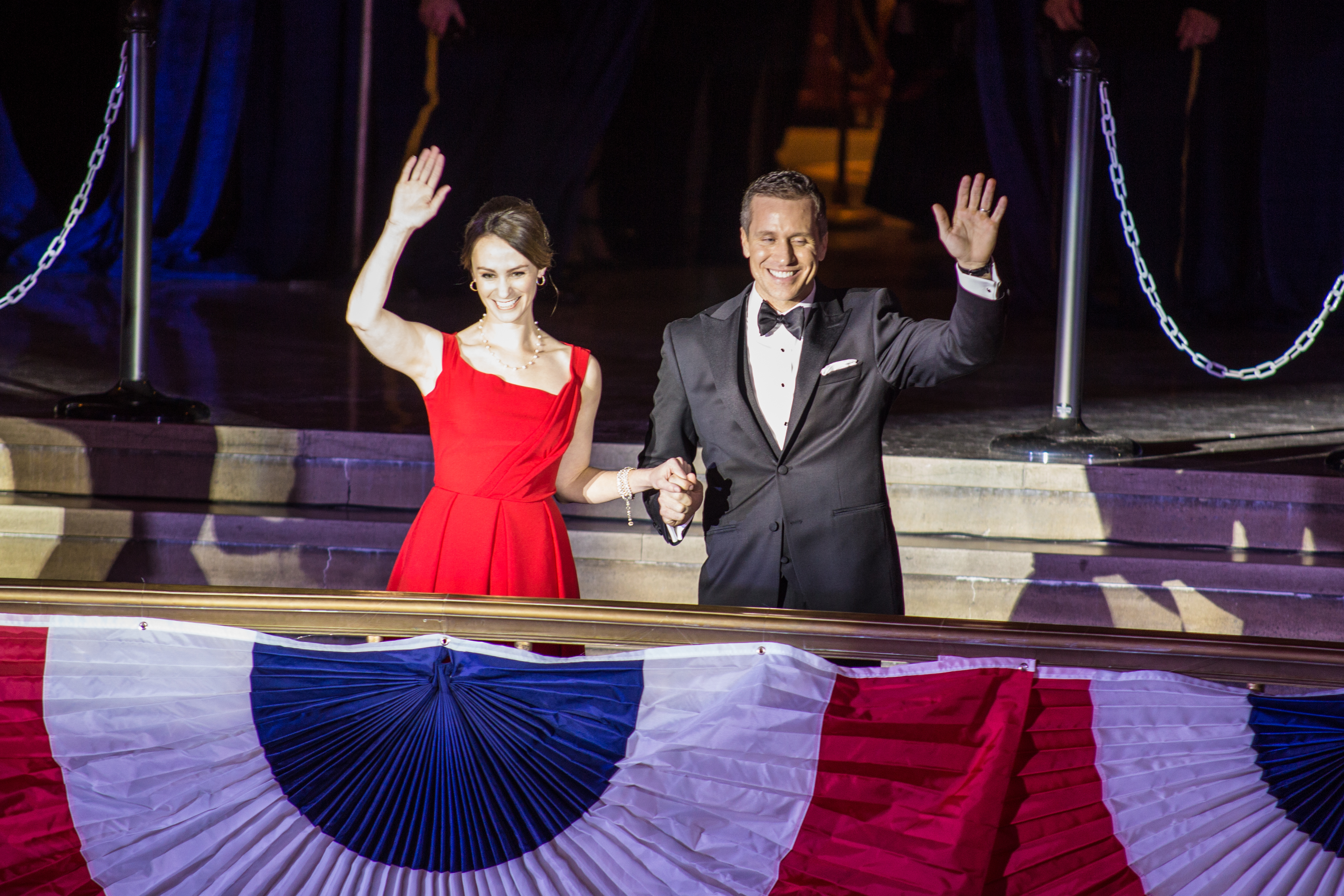
Greitens et son épouse lors du bal d'inauguration de son mandat de gouverneur.

Lors des élections de 2010, les démocrates tentent de le recruter pour se présenter face au représentant républicain Blaine Luetkemeyer. Greitens a effet grandit dans une famille démocrate. En juillet 2015, il annonce dans une tribune sur Fox News être désormais un « républicain conservateur ».
En 2016, il se présente au poste de gouverneur du Missouri. Il remporte la primaire républicaine, avec dix points d'avance sur son plus proche adversaire l'homme d'affaires John Brunner. Il bat également l'ancienne présidente de la Chambre des représentants du Missouri Catherine Hanaway et le lieutenant-gouverneur Peter Kinder. Durant sa campagne, il promet d'apporter plus d'éthique au sein de l'Assemblée générale du Missouri, de ne pas étendre l'Obamacare et doter le Missouri d'une right-to-work law (en). Les enquêtes d'opinion le donnent au coude-à-coude avec le démocrate Chris Koster, mais souvent derrière le procureur général. Il est élu gouverneur avec 51 % des voix contre 45 % pour Koster. Il est le premier gouverneur juif du Missouri.

### Affaires judiciaires
Le 22 février 2018, il est arrêté, accusé d'avoir fait chanter une femme avec laquelle il avait reconnu en 2015 avoir entretenu une relation extraconjugale, en la menaçant de dévoiler des photos intimes compromettantes. Il est placé en détention après la décision d'un grand jury de le mettre en accusation. Il a été remis en liberté un peu plus tard, sans versement de caution. Il est également accusé de violence envers sa maitresse.
Dans le mois qui suit, plusieurs personnalités du Parti républicain appellent Greitens à démissionner. Au mois d'avril, il est inculpé car soupçonné d'avoir subtilisé la liste de donateurs de sa fondation pour les vétérans et de l'avoir utilisée pour sa campagne au poste de gouverneur.
Enfin, le 29 mai, il annonce sa démission de son poste de gouverneur, qui devient effective le 1er juin suivant.

### Candidature au Sénat
Le 22 mars 2021, il annonce sa candidature aux élections sénatoriales de 2022 pour remplacer le sénateur républicain sortant Roy Blunt, non candidat à sa réélection. Il affronte une vingtaine d'adversaires lors de la primaire républicaine, parmi lesquels le procureur général du Missouri, Eric Schmitt et les membres du Congrès Vicky Hartzler et Billy Long. En juin 2022, une des publicités de sa campagne dans laquelle il se met en scène avec une arme à feu suscite une polémique. La veille de la primaire républicaine, l'ancien président Donald Trump annonce apporter son soutien à "Eric", sans préciser s'il s'agit de Schmitt ou de Greitens, amenant chacun des deux candidats à revendiquer le soutien. Le 2 août 2022, Greitens termine en troisième position de la primaire républicaine derrière Schmitt et Hartzler